# قصه‌هایی از سردابه (مجموعه تلویزیونی)
قصه‌هایی از سردابه (به انگلیسی: Tales from the Crypt) که قصه‌هایی از سردابه اچ‌بی‌او نیز نامیده می‌شود، مجموعه آنتولوژی ترسناک آمریکایی است که از ۱۰ ژوئن ۱۹۸۹ تا ۱۹ ژوئیه ۱۹۹۶ از کانال تلویزیون کابلی اچ‌بی‌او با هفت فصل و ۹۳ قسمت پخش شد. عنوان برنامه بر اساس مجموعه داستانی با همین نام که از ای‌سی کامیکس به چاپ رسیده‌است، انتخاب شد. میزبان داستان، سردابدار است.
چون سریال از اچ‌بی‌او که یک کانال تلویزیون کابلی است، پخش می‌شد، سریال با آزادی کامل، هر صحنه‌ای را بدون سانسور نمایش داده‌است. اچ‌بی‌او اجازه داد که سریال، حاوی صحنه‌هایی باشد که تا آن موقع در بیشتر مجموعه‌های تلویزیونی به تصویر کشیده نمی‌شدند، صحنه‌هایی مانند دشنام گویی، سکس و برهنگی. این صحنه‌ها هنگام پخش در شبکه‌های کابلی ساده، سانسور شدند. تولید و فیلم‌برداری مجموعه در ایالات متحده آغاز شد، اما مکان فیلم‌برداری فصل آخر به پادشاهی متحده منتقل شد و این باعث شد که چندین کاراکتر بریتانیایی به قسمت‌های این فصل اضافه شوند.

## محتوای سریال
هر قسمت با سکانسی از درب ورودی عمارت مخروبه سردابدار، میزبان سریال، آغاز می‌شود. هنگامی که دوربین داخل عمارت می‌شود، از سرسرا به راهروها می‌رسد و در نهایت به زیرزمین می‌رسد. سپس سردابدار از تابوت خود بیرون می‌آید و به طرز وحشیانه‌ای جیغ می‌کشد. سپس ماده‌ای چسبناک سبزرنگ به روی صفحه می‌ریزد و عنوان مجموعه ظاهر می‌شود.

## چهره‌های مشهور
برخی چهره‌های مشهور که در بخشی از سریال ایفای نقش کردند در زیر آورده شده‌است:
- آر. ال. استاین
- آنتونی مایکل هال
- آرنولد شوارتزنگر
- بیل پکستون
- بنیسیو دل تورو
- باب‌کت گولدث‌ویت
- برد پیت
- کرک داگلاس
- تام هنکس
- وینسنت اسپانو